# 让·沙科纳克
| 小行星25 | 1853年4月6日   |
| 小行星33 | 1854年10月28日 |
| 小行星34 | 1855年4月6日   |
| 小行星38 | 1856年1月12日  |
| 小行星39 | 1856年2月8日   |
| 小行星59 | 1860年9月12日  |

让·沙科纳克（法語：Jean Chacornac，1823年6月21日—1873年9月23日）是一名法国天文学家。
为纪念沙科纳克，月球上的一处环形山被命名为沙科纳克环形山，此外小行星1622也以其名字命名。